# Gabriel Moser
 (mars 2020).
Pour les articles homonymes, voir Moser.
Gabriel Moser, né le 24 mars 1944 à Berne et mort le 21 avril 2011, est un psychologue et universitaire suisse. Il a été maître de conférences à l'université Paris-Descartes-Paris V en 1992.

## Biographie
Gabriel Moser est le fils du peintre suisse Wilfrid Moser. Il obtient un doctorat de psychologie en 1977 à l'université Paris-Descartes, dont il a dirigé le laboratoire de psychologie environnementale. Il s'intéresse à la psychologie environnementale dans le monde francophone et en Europe,. 
Il a publié plusieurs manuels.
Il meurt en 2011.

## Intérêts
Ses intérêts de recherche se trouvent dans le domaine de la relation individu-environnement, comme les comportements et les pratiques dans le monde urbain et la relation entre qualité de vie et environnement,.

## Publications
- Les stress urbains, Paris, Armand Colin, 1992.
- Les relations interpersonnelles, PUF, 1994.
- Psychologie Environnementale : La relation homme-environnement, De Boeck, 2009.
- avec K. Weiss, Espaces de vie. Aspects de la relation homme-environnement, Armand Colin, 2003.